# Raul Soares (navio)

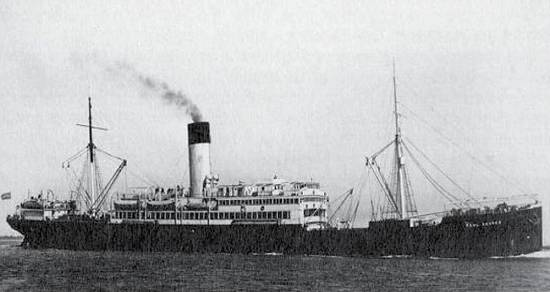
Navio Raul Soares, ca. 1926

Raul Soares foi um navio transatlântico construído em 1900 num estaleiro da Flensburger Schiffbau-Gesellschaft em Hamburgo (Alemanha) para a companhia alemã Hamburg Süd e recebeu o primeiro nome de Cap-Vert. Com mais de 5 909 toneladas de peso, tinha capacidade para 587 passageiros e com ocupação primária de transportes imigrantes da Europa para as Américas. Depois da Primeira Guerra Mundial passou para a posse da companhia britânica P&O até ser vendido e retornar à Hamburg Süd em 1922. Finalmente foi vendido ao Lloyd Brasileiro em 1925.

## História
Rebatizado Raul Soares em homenagem a Raul Soares de Moura, político mineiro morto em 1924. O navio continuou a fazer viagens transportando imigrantes da Europa para o Brasil até ser recolhido por problemas mecânicos de custosa reparação que inviabilizaram o conserto.
Após o golpe de 1964, os militares da Marinha em abril foram buscá-lo para transformá-lo em navio-prisão. Rebocado do Rio de Janeiro, foi encalhado de banda nos bancos de areia que contornam a Ilha de Santo Amaro, em frente ao Porto de Santos, em São Paulo.
O navio Raul Soares foi um dos locais usados para tortura e repressão nos meses iniciais da ditadura. Seria uma solução imediata para aprisionar oposicionistas ao regime, a maioria sindicalistas e lideranças de esquerda da região, como também militares contrários ao golpe.
Os presos eram mantidos em condições humilhantes e punidos em calabouços situados na parte interna do navio, batizados pelos nomes de boates da zona de meretrício santista: "El Marroco", "Night And Day" e "Casablanca", com destinações para cada tipo de tortura. Dentre os que passaram pelo confinamento com frio ou calor excessivos ou insuportável odor de esgoto e sem ventilação, alguns vieram a falecer com doenças contraídas em decorrência dos maus tratos.
Em 23 de outubro de 1964 o navio foi rebocado de volta para o Rio de Janeiro, cumprida a missão de prisão política. Não se sabe quantos homens foram os presos que permaneceram por lá por falta de um registro oficial; estima-se em 150. O repórter policial Nelson Gatto foi um deles e em 1965 escreveu um livro relatando os mais de 180 dias passados por lá, Navio Presídio - A outra face da "Revolução", com quase toda sua edição apreendida pela repressão policial-militar. O livro Sombras Sobre Santos - O longo caminho de volta, produzido pela Secretaria de Cultura do município de Santos em 1988, no encerramento da administração de Oswaldo Justo, resgata muitas das informações do livro apreendido sobre o navio ancorado como cárcere.
Outro livro sobre o navio Raul Soares foi escrito em 1985 e publicado em 1995 pela filha do portuário Iradil Santos Melo, diretor do Sindicato dos Operários Portuários, de 1963 a 1.º de abril de 1964. Sergipano, era trabalhador na Companhia Docas de Santos e foi preso quando 200 policiais armados prenderam diversos diretores sindicais, Iradil dentre eles.Raul Soares, um navio tatuado em nós foi escrito pela jornalista Lídia Maria de Melo, iniciado a partir de gravação de entrevistas com seu pai.
A Comissão da Verdade da Câmara Municipal de Santos implantada em 2012 apurou fatos relativos a ditadura militar brasileira, entre eles o navio Raul Soares. Um dos presos no navio foi o médico Thomas Maack, localizado em Nova Iorque, pela jornalista Lídia Maria de Melo, que o entrevistou e publicou reportagem inédita no jornal A Tribuna, edição de 2 de novembro de 2003. Thomas Maack, que foi preso aos 27 anos, veio ao Brasil colaborar com seu depoimento para esclarecimento dos fatos ocorridos e pouco divulgados, o médico Thomas Maack. Dentre os detalhes das torturas que vivenciou e testemunhou, afirmou que a Comissão da Verdade chegou muito tarde ao Brasil.
Cerimônias em memória das vítimas do Raul Soares passaram a ser realizadas desde então na cidade de Santos.
Em 2022, foi lançado o filme Raul Soares: O Navio da Agonia inspirado no livro Cárcere Flutuante, do jornalista Francisco Aloise. 